# 青山長利
青山 長利（あおやま ながとし）は、戦国時代の三河国の武将。松平氏の家臣。

## 生涯
父忠教は青山忠世の弟で、青山忠成は大甥にあたる。三河の大名松平清康に使番として仕える。享禄3年（1530年）宇利城攻撃の際に物見として従軍し、敵を討つ武功を上げた。このとき馬印に「虎」の字を書き、また具足や羽織に虎の絵を描いていたことを気に入られ、「虎之助」の名を与えられたという。永禄7年（1564年）家康の代に三河一向一揆鎮圧に従軍。一揆根拠地のひとつである上宮寺に火計をしかけるが失敗し、返り討ちにあって戦死した。「虎之助」の名を与えられた逸話を姉川の戦いの時の事とする異説もある。